# Židova strouha
Židova strouha je potok v Jihočeském kraji v České republice. Potok měří 20,5 km a odvodňuje území o rozloze 74 km². Číslo hydrologického pořadí je 1-07-04-113.

## Průběh toku
Pramení asi 1 km jižně od Bzí v nadmořské výšce 519 m. Na dolním toku vytváří divoké romantické kaňonovité údolí (turisticky náročnější terén). Před ústím do Lužnice lemují Židovu strouhu mohutné skalní masivy s jeskyněmi. Do Lužnice ústí zleva asi 3 km jižně od Bechyně nedaleko vsi Nuzice.

## Ochrana přírody
Úsek dolního toku nad ústím byl v roce 1988 vyhlášen přírodní památkou Židova strouha.

## Původ názvu
Existuje několik verzí původu názvu:
- po Židech, vypovězených z Bechyně (za vlády krále Vratislava II.) a zde se skrývajících
- po vltavotýnských Židech, kteří do míst k potoku uprchli z města Týn nad Vltavou kolem roku 1681 před chystaným pogromem za údajné zavlečení moru do města. Ale ti se usadili podle některých pramenů v Neznašově a Kolodějích
- jedná se o „Žitovu strouhu“, podle Žita, kouzelníka krále Václava IV., ale spojení bájného Žita s tímto potokem u Bechyně nelze nijak spolehlivě doložit

## Odkaz v kultuře
Na lávce přes Židovu strouhu v ústí do Lužnice se odehrála scéna filmu Metráček.

## Další fotografie

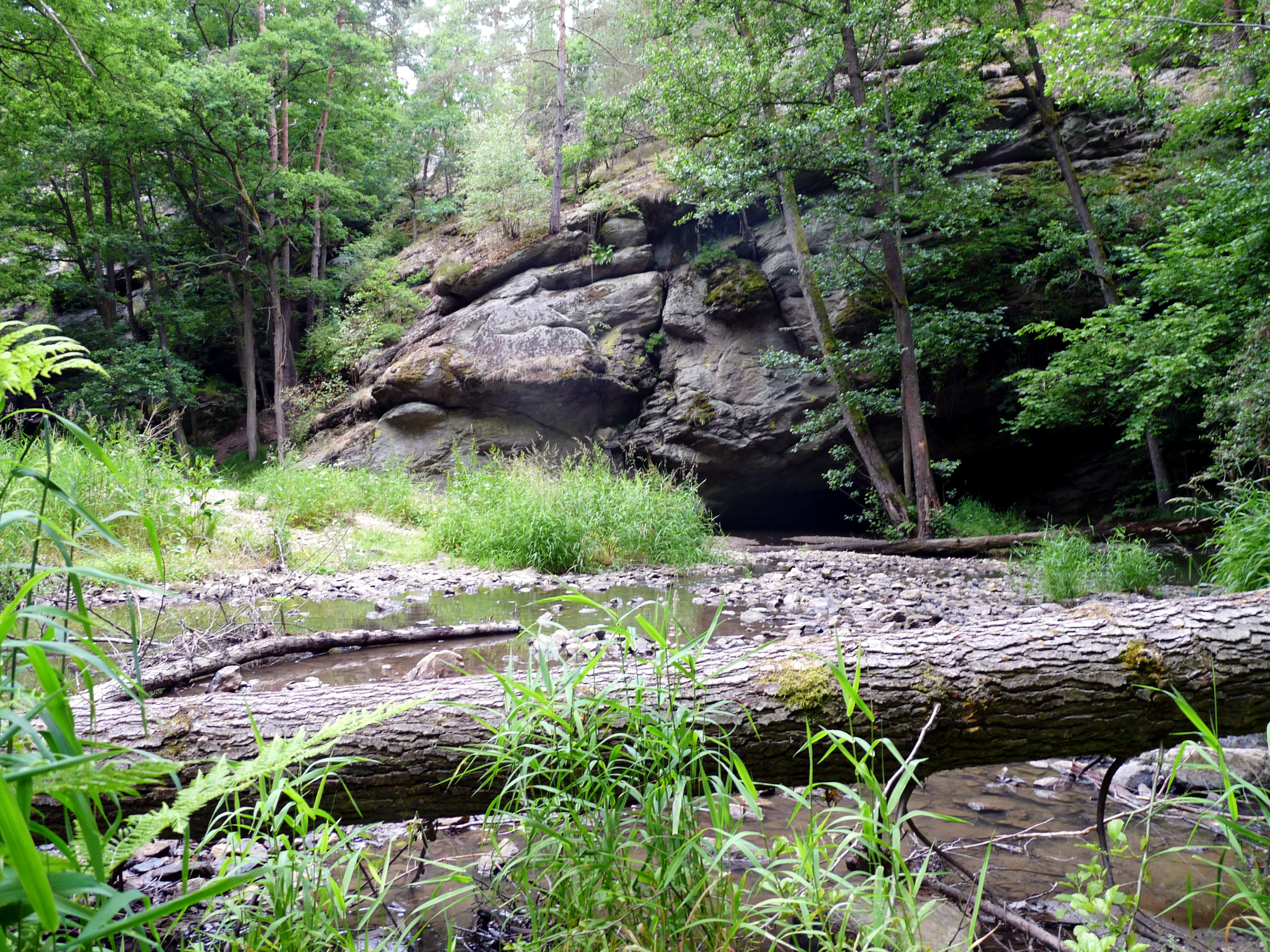
Přírodní vzhled
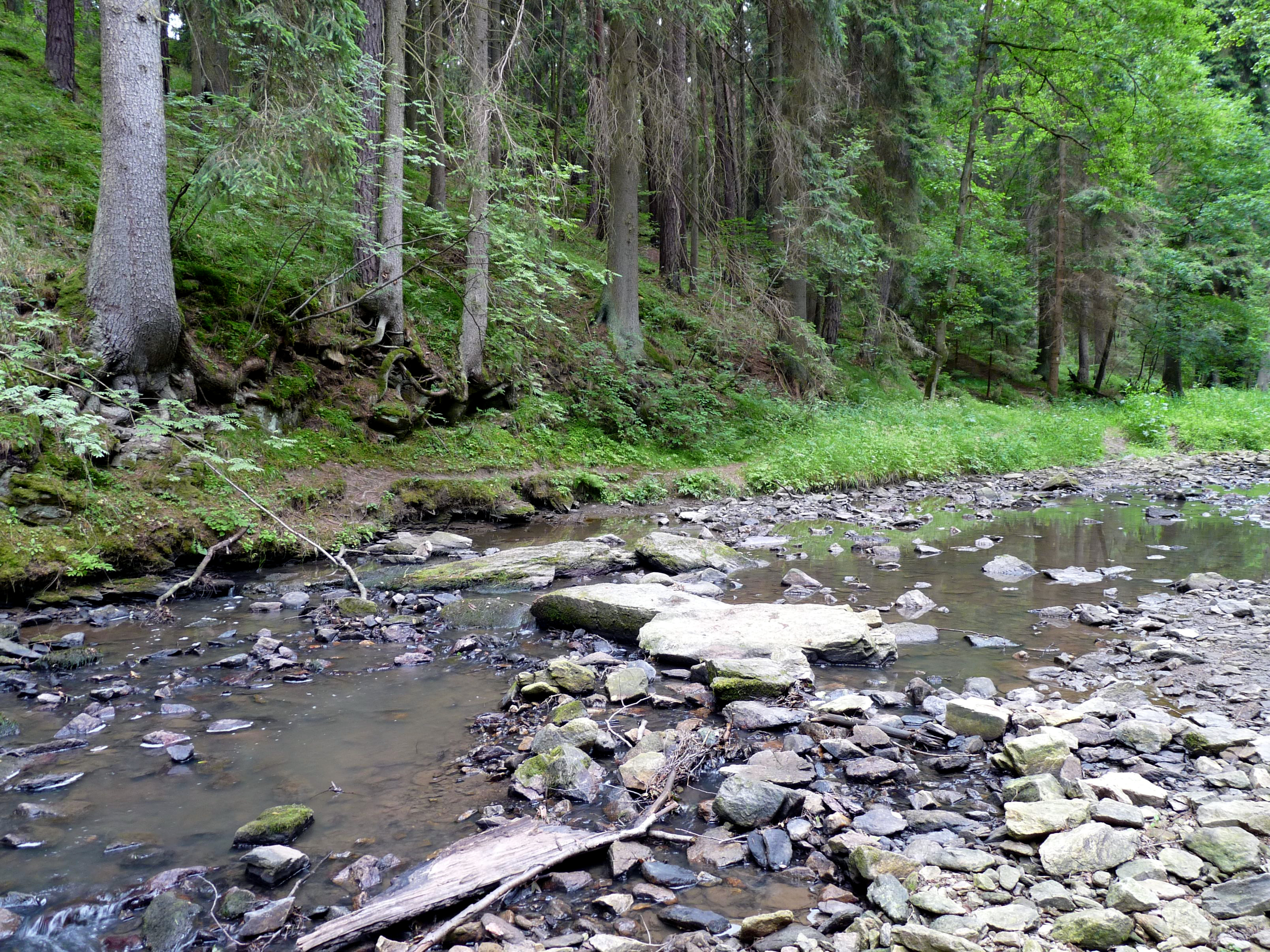
Brod na stezce
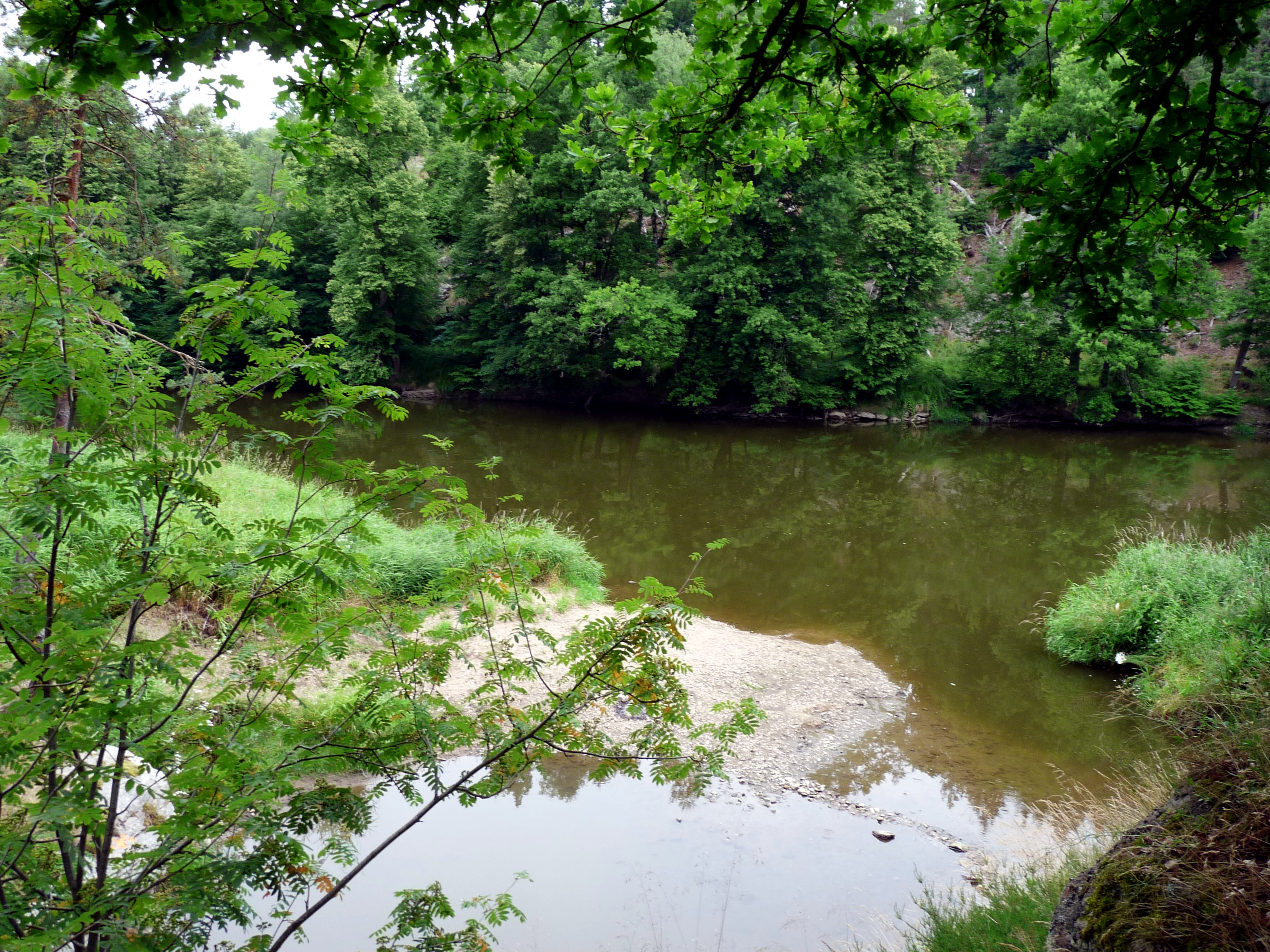
Ústí do řeky Lužnice
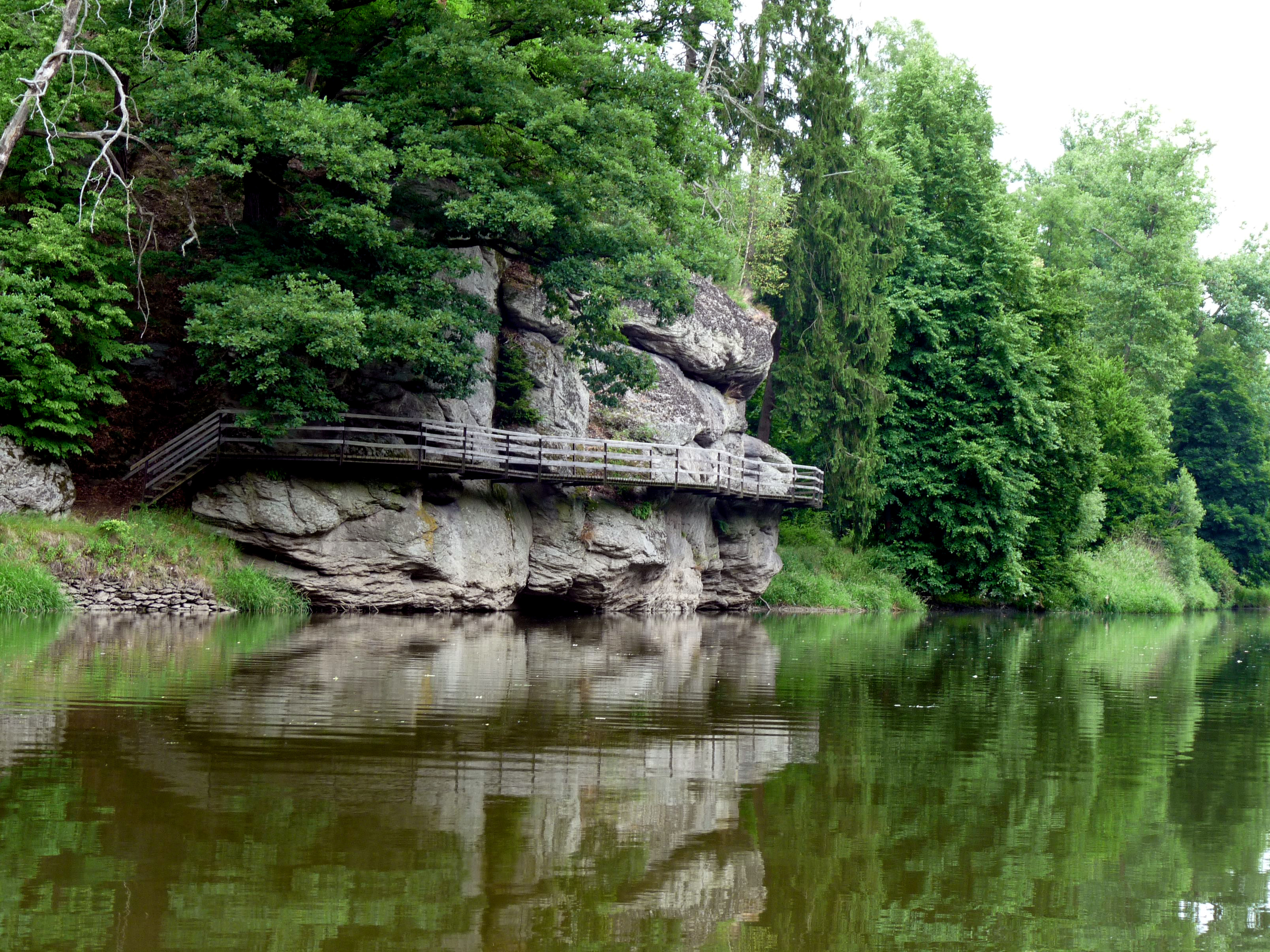
Skály naproti ústí potoka
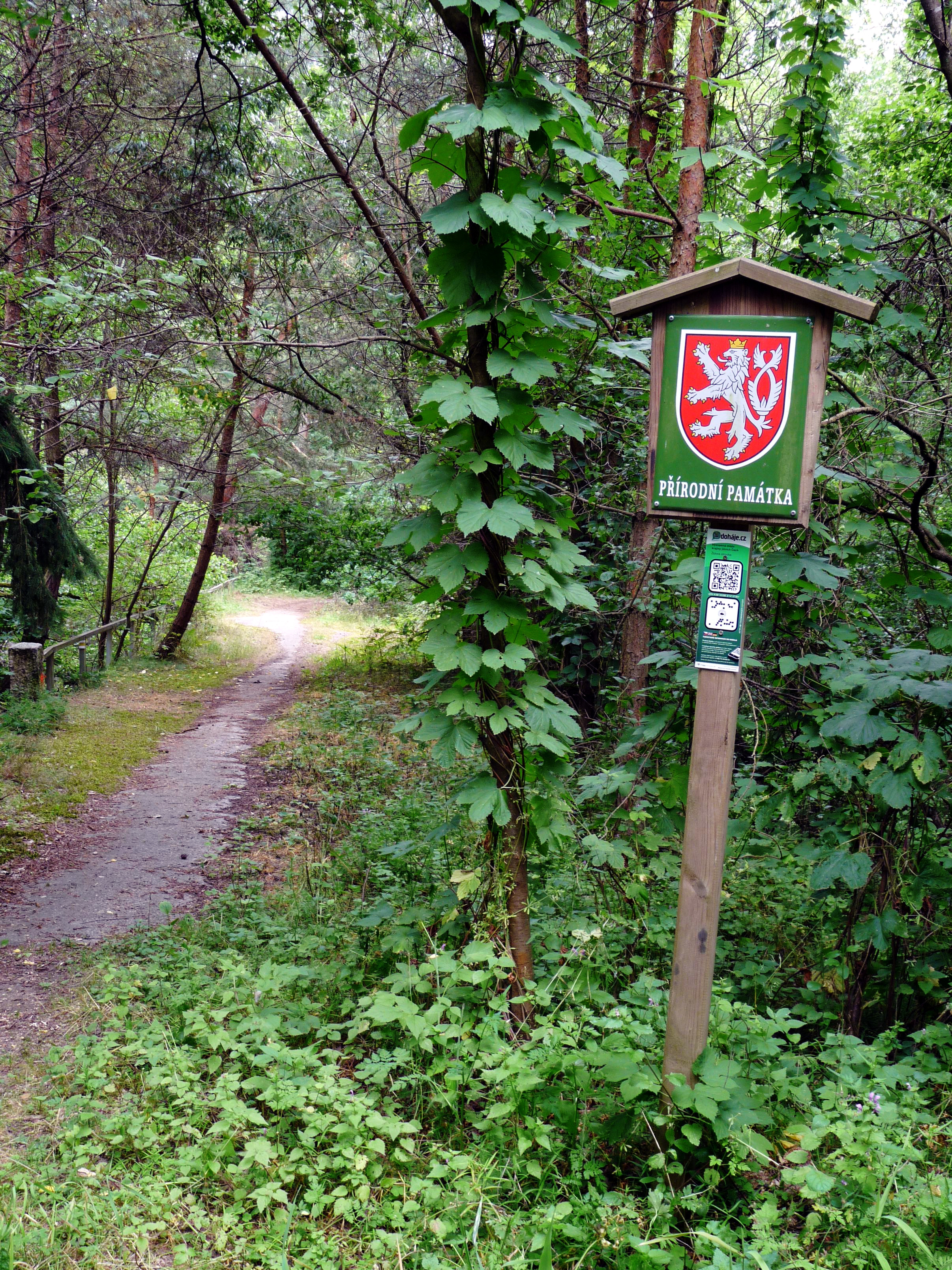
Označení přírodní památky a most